# Pisidien
Pisidien (grekiska: Pisidia) var före och under antiken ett landskap i södra delen av Mindre Asien, norr om Pamfylien vid Medelhavskusten. Folket i Pisidien kallades pisidier.
De viktigaste pisidiska städerna var Sagalassos, Termessos, Kremna, Selge och Pednelissos. De största floderna var Kestros (dagens Aksu), Eurymedon (Köprysu) och Melas (Menavgat). I norr fanns stora saltsjöar (Aci Gölü, Burdur Gölü).
Större delen av området upptas av Taurosbergen och är vattenfattigt. Under antiken var det svårtillgängligt och pisidierna åtnjöt under de olika makter som härskat över Mindre Asien en relativt oberoende ställning.